# Maria-Brunn

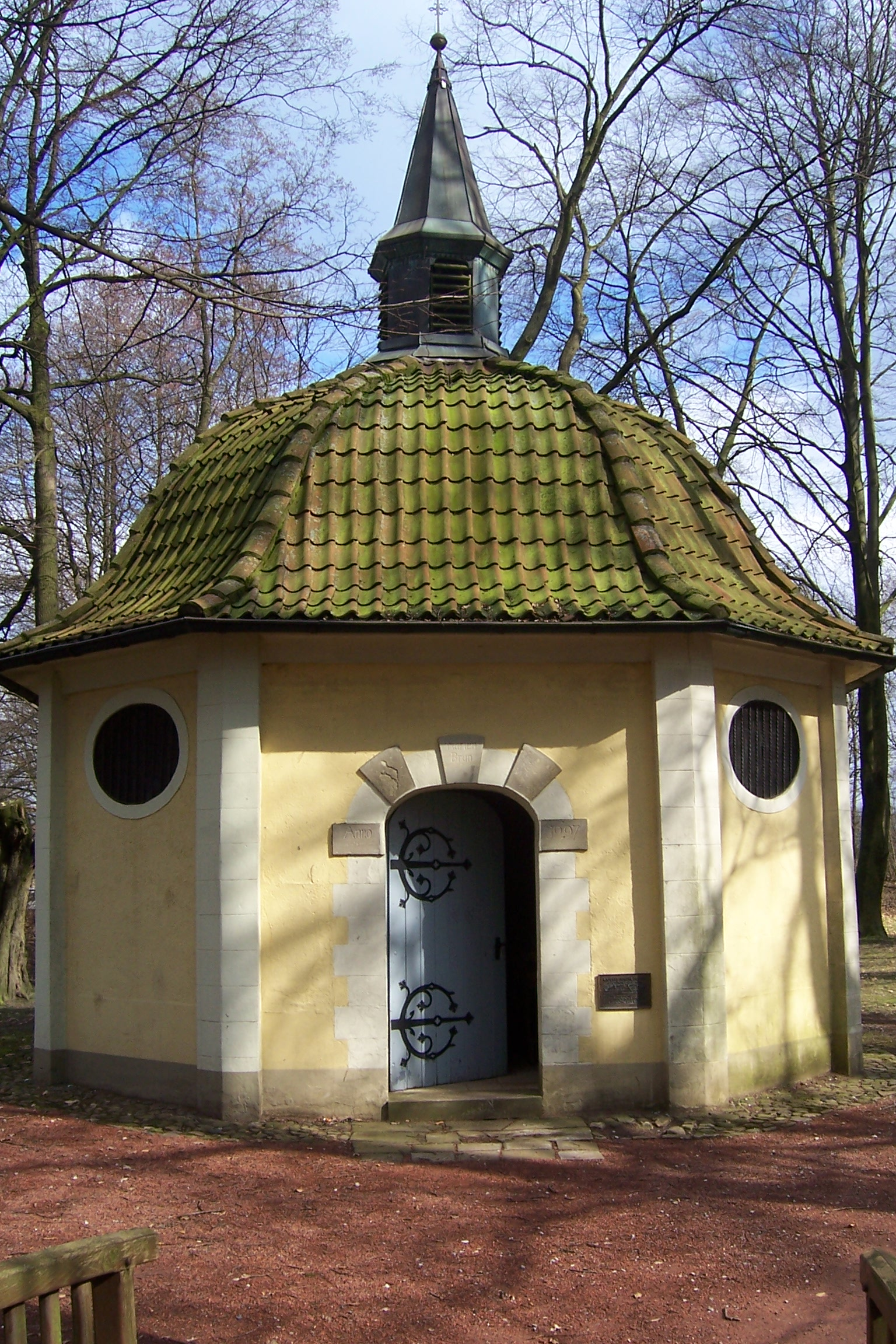
Maria-Brunn (März 2013)

Die katholische Kapelle Maria-Brunn ist ein denkmalgeschütztes Kirchengebäude in Vreden im Kreis Borken (Nordrhein-Westfalen).

## Geschichte und Architektur
Der achteckige, verputzte Ziegelbau mit Eckquaderungen wurde nach einer Bezeichnung 1697 vom Vredener Kanoniker Johann Bernhard Abbing gestiftet. Das geschwungene Dach ist mit einer Laterne bekrönt. Das Gebäude war ehemals kreuzförmig, um 1900 wurden drei der vier Anbauten abgebrochen. Die ovalen Glasfenster zeigen Medaillons der Apostelfürsten und die Inschriftkartusche zweier Gräfinnen von Manderscheidt-Blankenheim mit der Bezeichnung 1699. Die Kanzel und der Tabernakel sind wohl Arbeiten von Gerdt Elsbeck aus der Zeit von 1704 bis 1715. In einer Nische mit geschnitzter Blattwerkrahmung steht eine Pietà aus Baumberger Sandstein, sie ist eine Arbeit von Johann Mauritz Gröninger aus dem Jahr 1697.